# Todor Petrow (Leichtathlet)
Todor Petrow (bulgarisch Тодор Петров, engl. Transkription Todor Petrov; * 11. August 2004) ist ein bulgarischer Leichtathlet, der sich auf das Kugelstoßen spezialisiert hat.

## Sportliche Laufbahn
Erste internationale Erfahrungen sammelte Todor Petrow im Jahr 2020, als er bei den U20-Balkan-Hallenmeisterschaften in Istanbul mit einer Weite von 15,39 m den achten Platz belegte. Im Jahr darauf belegte er bei den U20-Balkan-Meisterschaften ebendort mit 17,72 m den fünften Platz und schied anschließend bei den U20-Europameisterschaften in Tallinn mit 17,30 m in der Qualifikationsrunde aus. Daraufhin gewann er bei den U18-Balkan-Meisterschaften in Kraljevo mit 19,30 m die Silbermedaille mit der 5-kg-Kugel. 2022 siegte er bei den U20-Balkan-Hallenmeisterschaften in Belgrad mit 17,85 m und im Juli gewann er bei den U20-Balkan-Meisterschaften in Denizli mit 17,39 m die Bronzemedaille. Im Jahr darauf belegte er bei den U20-Europameisterschaften in Jerusalem mit 18,59 m den achten Platz und 2025 wurde er bei der 2. Liga der Team-Europameisterschaft in Maribor mit 17,90 m Sechster. Anschließend belegte er bei den U23-Europameisterschaften in Bergen mit 18,44 m den siebten Platz, ehe er wenige Tage darauf bei den Balkan-Meisterschaften in Volos mit 17,28 m den zwölften Platz belegte.
In den Jahren 2024 und 2025 wurde Petrow bulgarischer Meister im Kugelstoßen im Freien sowie 2024 und 2025 in der Halle.